# Гаджинский, Иса-бек Абдулсалам-бек оглы
Иса-бек Абдулсалам-бек оглы Гаджинский (азерб. İsa bəy Əbdülsalam bəy oğlu Hacınski; 1861, Баку — 1919, там же) — один из крупнейших бакинских нефтепромышленников и меценатов начала XX века, купец первой гильдии.

## Биография
Иса бек Гаджинский родился в Баку в 1861 году в дворянской семье. Получил домашнее образование. Семье Гаджинского принадлежали обширные земельные угодья, в основном в селениях Балаханы и Рамана. Позднее на этих участках были обнаружены значительные залежи нефти. Таким образом, в начале XX века Гаджинский развивает бурную предпринимательскую деятельность в сфере нефтяной промышленности.
В 1903 году Гаджинский основал свою нефтяную компанию. За первые два года компания Гаджинского добыла полмиллиона пудов нефти в год. В 1910 году компании Гаджинского принадлежало 11 скважин, 5 паровых котлов и 5 паровых машин в 145 лошадиных сил, здесь работало 30 квалифицированных рабочих.
Помимо балаханских промыслов, Иса беком Гаджинским велась добыча нефти и на острове Челекен у побережья Туркмении. Также Гаджинскому принадлежал керосиновый завод в Чёрном городе в Баку. В 1912 году нефтепромышленная фирма "Гаджинский Исабек " получила один полный голос в совете Съезда бакинских нефтепромышленников. Ещё одним голосом обладала фирма «Иса бек Гаджинский и братья Гадимовы» также обладала голосом в этом совете.
Гаджинский занимался также рыбным промыслом в Каспийском море и производством икры. В октябре 1916 года Иса-бек Гаджинский основал торгово-промышленное предприятие «Гаджинский-Баку».
С 1896 по 1916 год Гаджинский был гласным Бакинской городской думы. Во время же мартовских событий 1918 года, Иса-бек Гаджинский входил в состав умиротворительной комиссии при Бакинском градоначальстве. С 1906 года вплоть до самой своей смерти Гаджинский занимал должность почётного мирового судьи города Баку.
Мартовские события 1918 года и урон нанесённый бизнесу в связи с этими событиями сильно пошатнули здоровье Иса-бека Гаджинского. В январе 1919 года он скончался.

## Благотворительность
В 1909 году Иса-бек Гаджинский стал почётным попечителем 1-й Бакинской мужской гимназии имени императора Александра III. Это учебное заведение
располагалось сначала в доме Гаджи Раджабали Гаджиева (ныне кинотеатр «Вэтэн»), а в 1911 году переехало в здание по Балаханской улице (ныне улица Физули, дом 61). Сегодня в этом здании находится 4-я городская больница имени Фуада Эфендиева. Гаджинский увеличил свой взнос в училище с традиционных 800 до 1000 рублей в год, а в 1913 году он выделил ещё одну тысячу рублей на приобретение школьного синематографа.
В ноябре 1913 года Гаджинский купил дачу в районе Минеральных Вод, где каждый год гимназисты могли отдыхать на каникулах. При поддержке Гаджинского 25 мальчиков из бедных семей получили образование в России, а некоторые из них продолжили образование во Франции и Германии. В результате свой благотворительной деятельности Иса-бак Гаджинский был награждён орденами св. Станислава 3-й степени, св. Анны 3-й и 2-й степени и большой золотой медалью для ношения на груди на Андреевской ленте.

## Дома Гаджинского

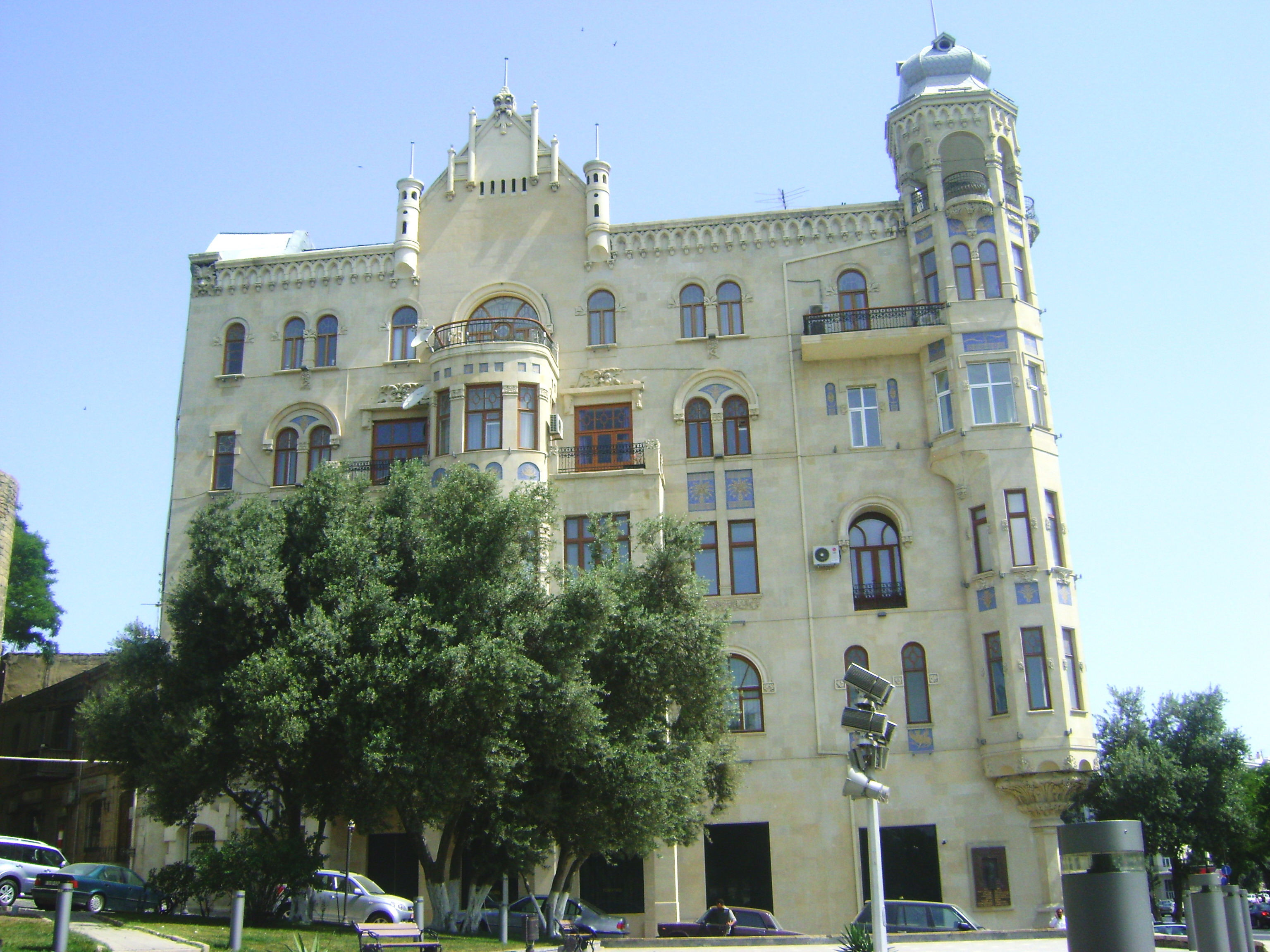
Дом Гаджинского на проспекте Нефтяников в Баку

Мемориальная доска в память о пребывании Ш. де Голля

Мемориальная доска Ю. Мамедалиеву

На средства Иса-бека Гаджинского было построено немало домов в Баку. Это особняк на Балаханской улице (ныне Физули, 39), вилла в селении Мардакян, а также особняк близ Девичьей башни. Этот архитектурный памятник, который был построен в 1910-1914 годах на набережной Александра II (ныне проспект Нефтяников, 103), украшают семь шпилей разной высоты. Угловой фасад состоит из башни с декором и мозаичными изображениями в ассирийском стиле.
В этом особняке когда-то прожила вся семья Иса-бека Гаджинского. Контора предпринимателя была расположена на первом этаже дома. Этот дворец серьезно пострадал во время мартовских событий 1918 года. После смерти же Гаджинского и установления в Азербайджане советской власти, дом Гаджинского на первом съезде народов Востока 1920 года в Баку предложили назвать Домом народов Востока.
В советские годы в этом доме в основном жили партийные работники среднего звена, а также несколько ученых-нефтехимиков. Во время Второй мировой войны, в ноябре 1944 года в этом доме по пути из Тегерана в Москву останавливался генерал Шарль де Голль. Генерал жил на верхнем этаже здания, в комнате, предназначавшейся для особых гостей. Позднее в этих апартаментах жила семья известного учёного-химика, президента Академии наук Азербайджана Юсифа Мамедалиева. Мамедалиев получил эту квартиру в первые послевоенные годы и прожил здесь до конца своей жизни. Сегодня на фасаде дома Гаджинского установлены мемориальные доски де Голля и Мамедалиева, в самом здании располагаются офисы компаний, а первый этаж фасадной части целиком состоит из брендовых магазинов, сбоку и сзади же, в выходящей на Девичью башню стороне, расположены рестораны.

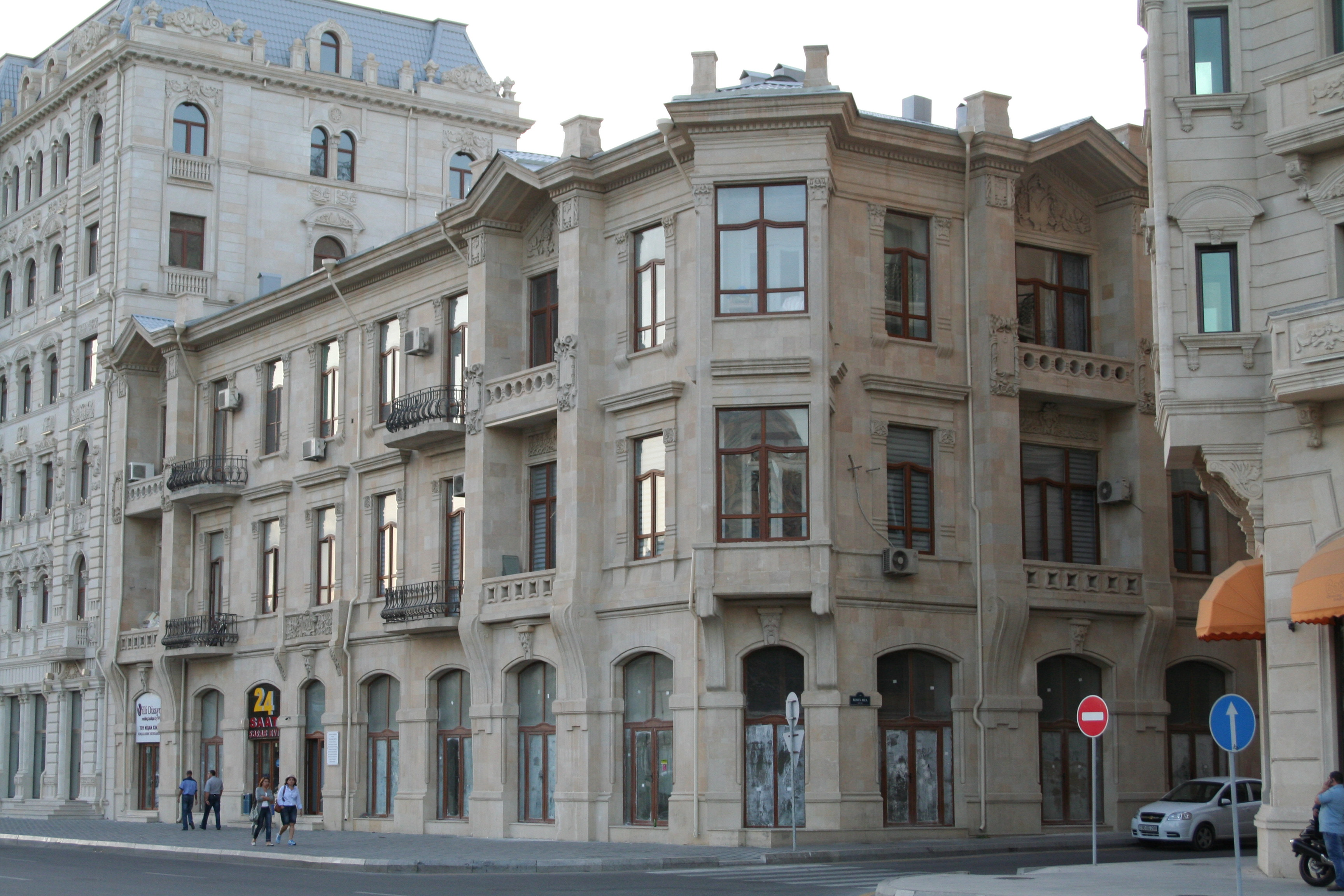
Особняк Гаджинского на улице Физули в Баку

Особняк на Балаханской улице был построен на средства Гаджинского в 1908 году. Семья Гаджинских жила в этом доме до переселения в дом на Набережной. Позднее, уже в советские годы, в этом здании расположилась библиотека имени Мешади Азизбекова. В 2013 году в связи с расширением улицы Физули, как сегодня называется улица, дом Гаджинского было решено сохранить как ценный исторический и архитектурный памятник и передвинуть на 10 метров. Переносом здания занималась нидерландская компания Bresser Eurasia. Таким, образом 27 апреля 2013 года процесс переноса здания, который весит 18 тысяч тон, был завершен. Это было первым передвинутым зданием в Азербайджане и самым тяжёлым в мире.

## Семья
Иса-бек Гаджинский был женат на Хейрансе-ханум Ханларовой, также происходившей из дворянского рода. У пары были сыновья Садых-бек, Ахмед-бек и Али-бек, а также дочь Зибейда-ханум. После кончины Гаджинского в январе 1919 года в течение чуть более года три его сына эмигрировали во Францию. Судьбы Садых-бека и Ахмед-бека неизвестны. Младший же Али-бек после Второй Мировой войны вернулся в Баку, где был арестован. 15-летняя Зибейда-ханум и её мать после смерти отца проживали в нищете и преследовались из-за своего дворянского происхождения.